# Kengo Wa Dondo
Kengo Wa Dondo (ur. jako Leon Lubicz 22 maja 1935 w Libenge, w Prowincji Równikowej) – zairski i kongijski polityk.
Jest synem Polaka pochodzenia żydowskiego, lekarza Michała Lubicza i kobiety z plemienia Tutsi. Na fali afrykanizacji nazw miast i nazwisk, którą rozpoczął zairski przywódca Mobutu Sese Seko po objęciu władzy (jej wyrazem była też m.in. zmiana nazwy samego państwa – z Kongo na Zair) Leon Lubicz w 1971 r. zastąpił polskie nazwisko nazwiskiem Kengo Wa Dondo, nawiązujące do nazwiska dziadka ze strony matki.
Leon Kengo Wa Dondo w swej karierze politycznej związany był od początku z przywódcą Zairu Mobutu Sese Seko. Pełnił liczne ważne funkcje państwowe, choć w rzeczywistości zakres jego władzy nie był duży, co było spowodowane charakterem zairskiego reżimu, w którym decydujący wpływ na wszystkie sprawy związane z rządzeniem miał zairski dyktator Mobutu.
Kengo Wa Dondo był m.in. kilkakrotnie I komisarzem państwowym (szefem rządu) Zairu w latach 1982–1986, 1988–1990 i 1994–1997, a także ministrem spraw zagranicznych (1986–1987).
Po upadku reżimu Mobutu Kengo Wa Dondo przebywał na emigracji, m.in. w Belgii, gdzie w 2003 r. wysuwano pod jego adresem zarzuty o nielegalne operacje finansowe, tzw. pranie brudnych pieniędzy.